# Грб Руске СФСР
Грб Руске СФСР био је један од главник званичних хералдичких симбола Руске Совјетске Федеративне Социјалистичке Републике (скраћено РСФСР).
Грб је усвојен 10. јула 1918. године, од стране владе ове совјетске републике. Неколико пута, грб је био незнатно измењен, али је основни дизајн био задржан.

## Опис грба
Саставни део грба су снопови пшенице, симбол пољопривреде, излазеће сунце, симбол будућности руског народа, те црвена звезда и срп и чекић, симболи победе комунизма. Руска СФСР била је последња од конститутивних совјетских република, која је ставила црвену звезду у грб.
На доњем делу грба простирала се црвена трака на којој је било исписано гесло Совјетског Савеза, „Пролетери свих земаља, уједините се!“ (рус. Пролетарии всех стран, соединяйтесь!). На штиту барокног дизајна била је исписана скраћеница имена државе, РСФСР (Российская Советская Федеративная Социалистическая Республика).
По узору на овај грб били су дизајнирани и грбови аутономних република унутар Руске СФСР. Једина је разлика била у натписима имена република.
Након распада Совјетског Савеза, грб Руске СФСР је задржан у упораби до 1. децембра 1993, када је замењен данашњим грбом Русије.

## Галерија
- 1918–1920
- 1920–1978
- 1978–1992